# Strv 74
Stridsvagn 74 — шведский средний танк, представляющий собой глубокую модернизацию Strv m/42.

## История создания
После Второй мировой войны Швеция остро нуждалась в современных танках. Шведские военные, впечатлённые французскими AMX-13, рассматривали возможность их покупки, но в конце концов пришли к выводу, что их броня была слишком слабой. Сделка с французами была прервана, и шведы в итоге решили купить британский Centurion, который предлагал значительно лучшую защиту от ядерного оружия и обычных вооружений.
Потребность в лёгком танке, тем не менее, сохранялась. Разработка нового танка заняла бы слишком много времени, поэтому было решено использовать шасси Strv m/42.
Идея модернизации Strv m/42 была предложена ранее, в 1944 году. В конструкции предусматривалась новая башня с новой пушкой и механизированной системой заряжания снарядов. Башню назвали «delat torn», что означает «раздельная башня», потому что механизм заряжания разделял башню на два отдельных отсека. Пушка была размещена далеко в башне, чтобы уменьшить вылет ствола. Макет башни был изготовлен и испытан в 1944 году, а следом, в 1945 году был построен прототип. Однако дальнейшие испытания показали, что конструкция была несовершенной.
Идея переделать Strv m/42 была вновь выдвинута в 1953 году. Предполагалось установить башню недавно изученного AMX-13 на шасси, но это не было сочтено возможным, так как диаметр погона башни был слишком маленьким. Поэтому была разработана совершенно новая башня. В качестве орудия выбрали 7,5 cm lvkan m/36, одно из самых эффективных шведских тяжёлых зенитных орудий.
Серийно переделывать Strv m/42 начали в 1957 году. Фирма Landsverk построила 113 башен, а Hägglund & Söner — 112.

## Описание конструкции

### Броневой корпус и башня
Танк унаследовал корпус Strv m/42. Курсовой пулемёт, размещённый справа от водителя, был удалён, чтобы освободить место для боеприпасов. Башня собиралась из штампованных, гнутых и литых элементов при помощи сварки. В задней части башни находилась вспомогательная силовая установка Volkswagen, обеспечивающая питание от электрогенератора для вентиляции и обогрева танка.

### Вооружение
В качестве вооружения предлагалось использовать танковую версию 75-мм зенитных пушек lvkan m/36 или lvkan m/37 с длиной ствола 56,5 калибров. Пулемётное вооружение представлено двумя 8-мм пулемётами Kulspruta m/39: один размещался на крыше башни, ещё один был спарен с орудием.

### Двигатель и трансмиссия
На танк устанавливалась спарка бензиновых 6-цилиндровых рядных двигателей Scania-Vabis L 603/l общей мощностью 324 л. с. Максимальная скорость до 45 км/ч по шоссе.

### Ходовая часть
В ходовой части использовалась торсионная подвеска. С каждого борта ходовая часть состояла из шести сдвоенных опорных катков, направляющего колеса сзади, ведущего колеса спереди и трёх малых поддерживающих катков. Также была усилена передняя часть шасси, заменены амортизаторы и доработаны рулевые механизмы.

### Оборудование
Радиооборудование представлено тремя отдельными радиостанциями (Ra 400 для внешних соединений на двух частотах одновременно, Ra 121 для связи внутри батальона и Ra 130 для взаимодействия с пехотой). Связь между членами экипажа осуществлялась с помощью ларингофонов и наушников.

## Модификации
- Strv 74 H — 125 переделанных Strv m/42 TH с гидравлическими 2-ступенчатыми КПП Atlas Diesel Typ DF-1,0;
- Strv 74 V — 100 переделанных Strv m/42 TV c механическими 5-ступенчатыми КПП Volvo Typ VL 420.

## Сохранившиеся экземпляры

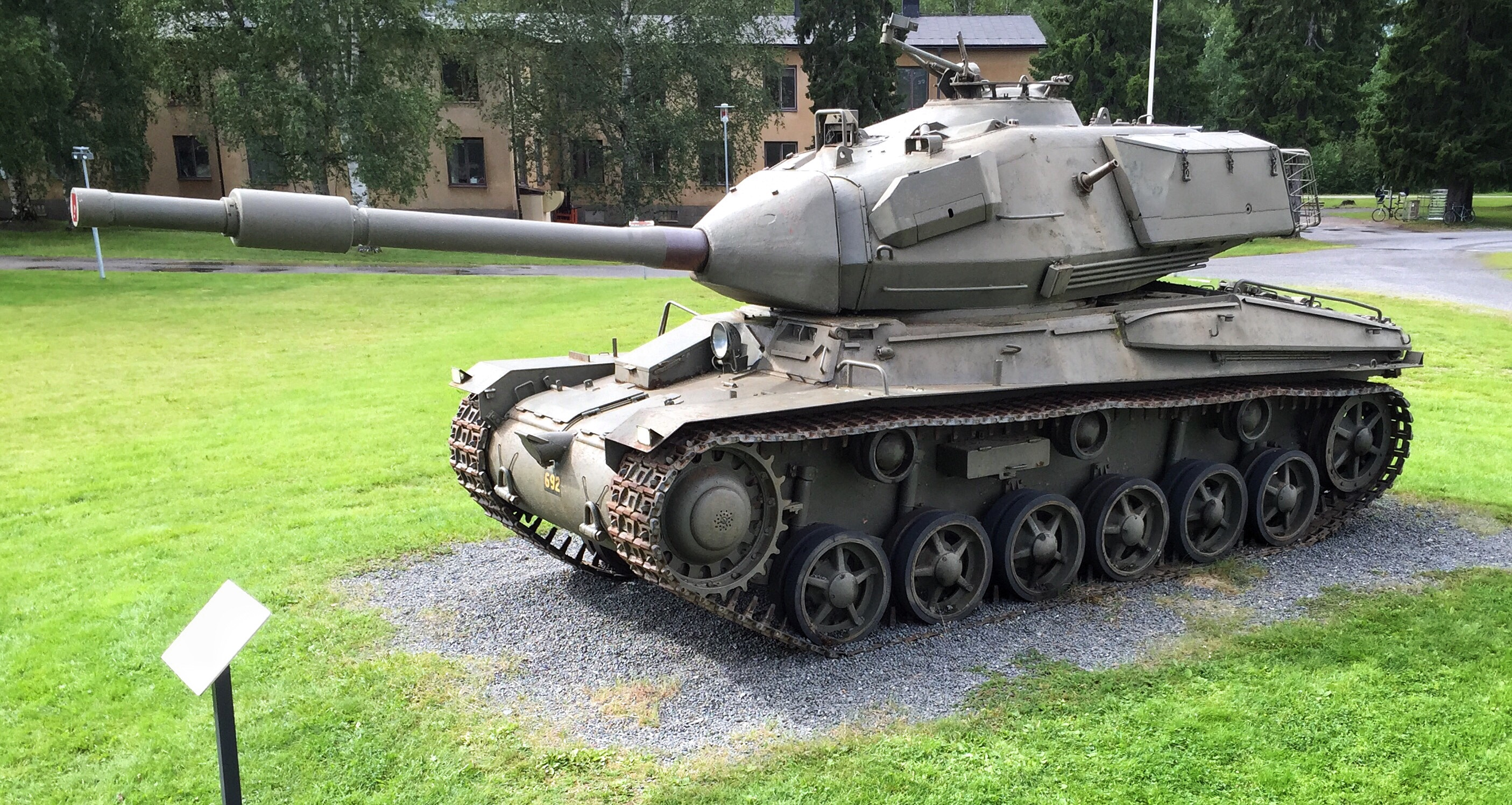
Strv 74 в музее обороны в Бодене
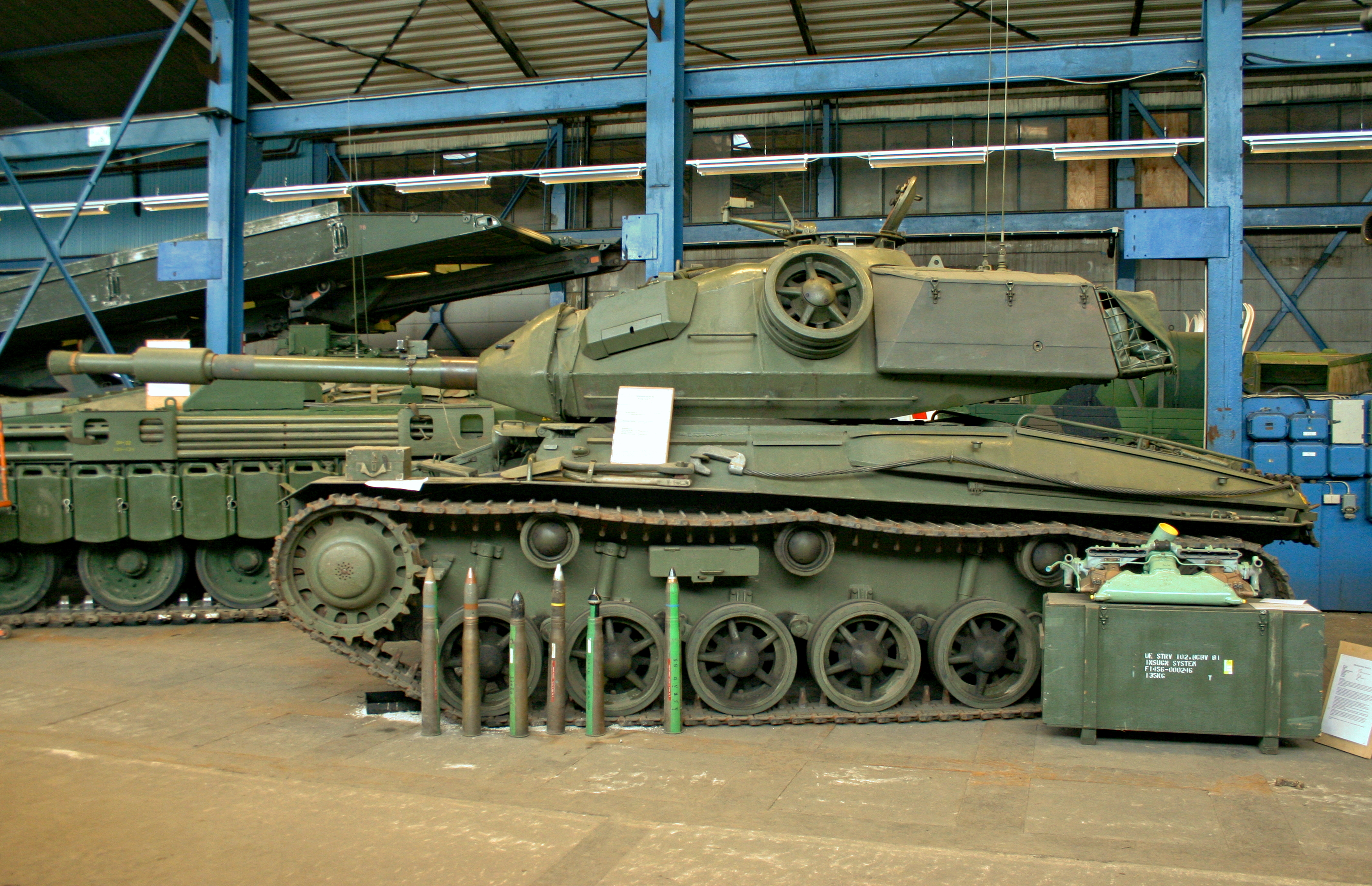
Strv 74 в музее в Хеслехольме
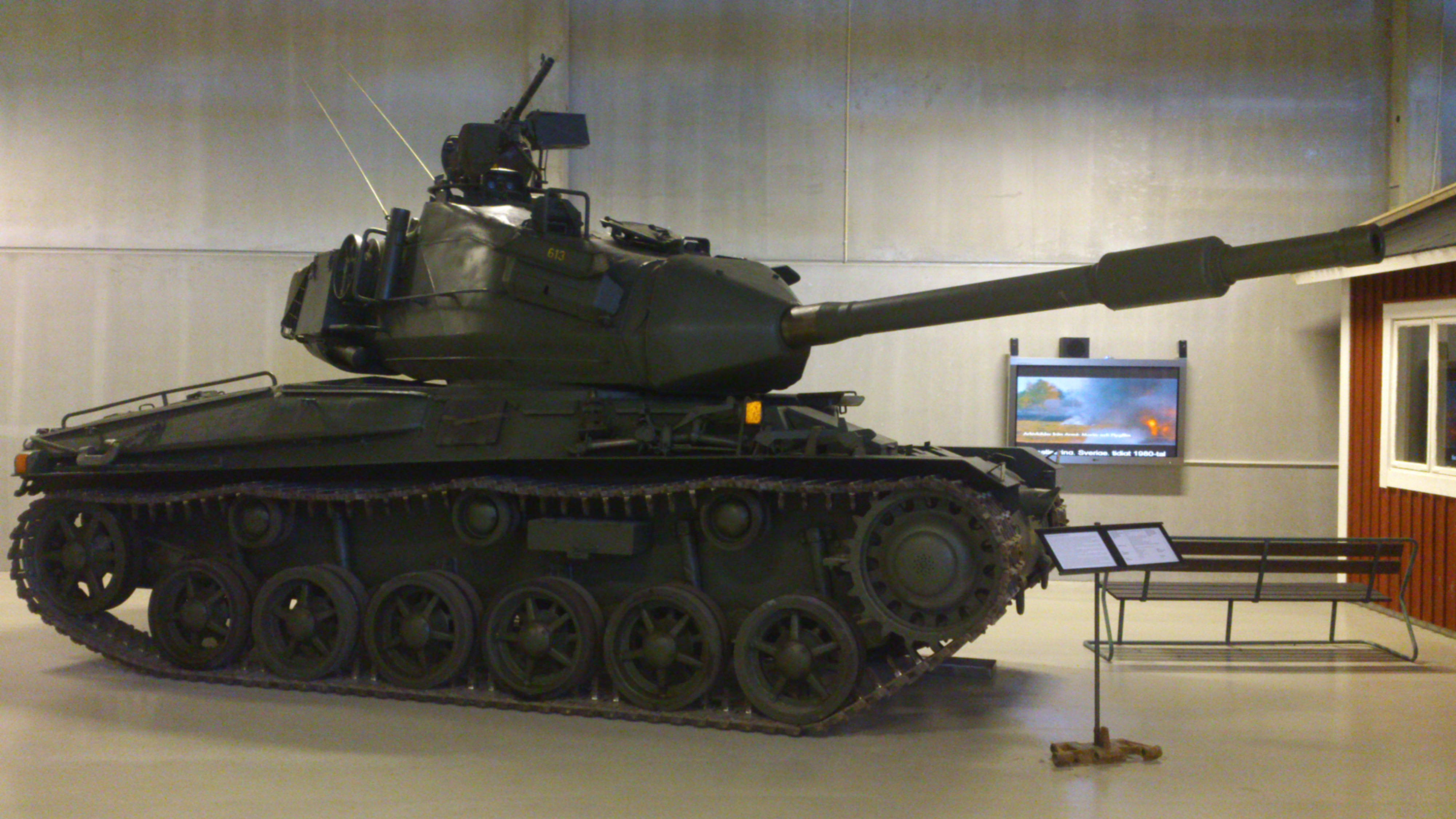
Strv 74 в военном музее Арсенален в Хараде
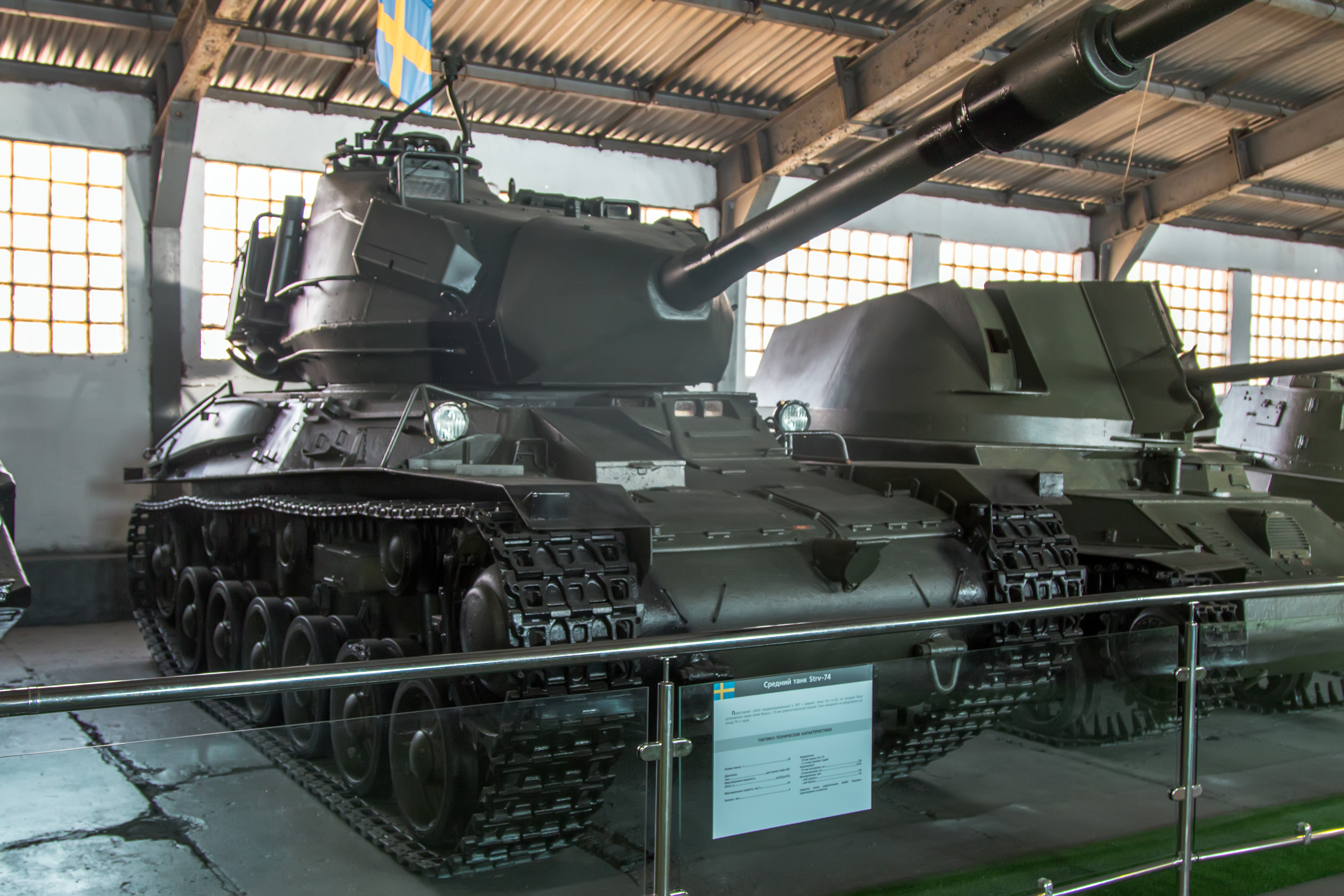
Strv 74 в бронетанковом музее в Кубинке
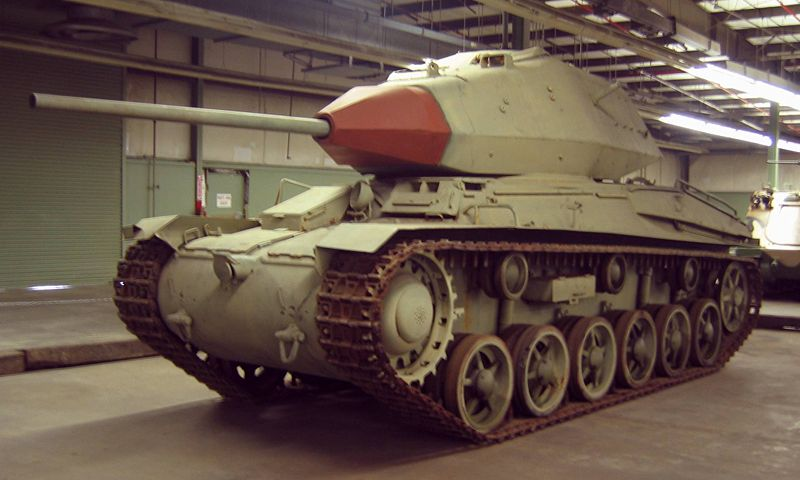
Strv 74 в музее бронетанкового фонда в Данвилле

- Швеция — 2 танка в музее обороны в Бодене;
- Швеция — Музей в Хеслехольме;
- Швеция — Военный музей Арсенален в Хараде;
- Швеция — Музей обороны Готланда в Тингстеде;
- Швеция — 2 танка в Ассоциации P5 в Бодене;
- Швеция — Музей военного времени в Мариеберге;
- Франция — Музей де Блинде́с в Сомюре;
- Россия — Бронетанковый музей в Кубинке;
- США — Музей бронетанкового фонда в Данвилле.

## Strv 74 в массовой культуре
- В War Thunder как лёгкий танк IV ранга;
- В World of Tanks и World of Tanks Blitz как средний танк VI уровня.